# پاول آرسنیان
پاول آرسنیان (ارمنی: Պավել Հովհաննեսի Արսենով؛ روسی: Павел Оганезович Арсе́нов؛ ۵ ژانویهٔ ۱۹۳۶ – ۱۲ اوت ۱۹۹۹) کارگردان فیلم، بازیگر، فیلم‌نامه‌نویس ارمنی‌تبار اهل روسیه بود. وی بین سال‌های ۱۹۶۲ تا ۱۹۹۴ میلادی مشغول فعالیت می‌باشد.

## زندگی‌نامه
وی در ۵ ژانویهٔ ۱۹۳۶ در تفلیس به دنیا آمد و از مؤسسه سینمایی گراسیموف فارغ‌التحصیل گشت. وی همچنین برنده جوایزی همچون هنرمند افتخاری فدراسیون روسیه (۱۹۹۶) شد. وی در ۱۲ اوت ۱۹۹۹ در سن ۶۳ سالگی در مسکو درگذشت

## گزیده فیلم‌شناسی
از فیلم‌ها یا برنامه‌های تلویزیونی که وی در آن نقش داشته‌است می‌توان به مثلث اشاره کرد.